# متطلب

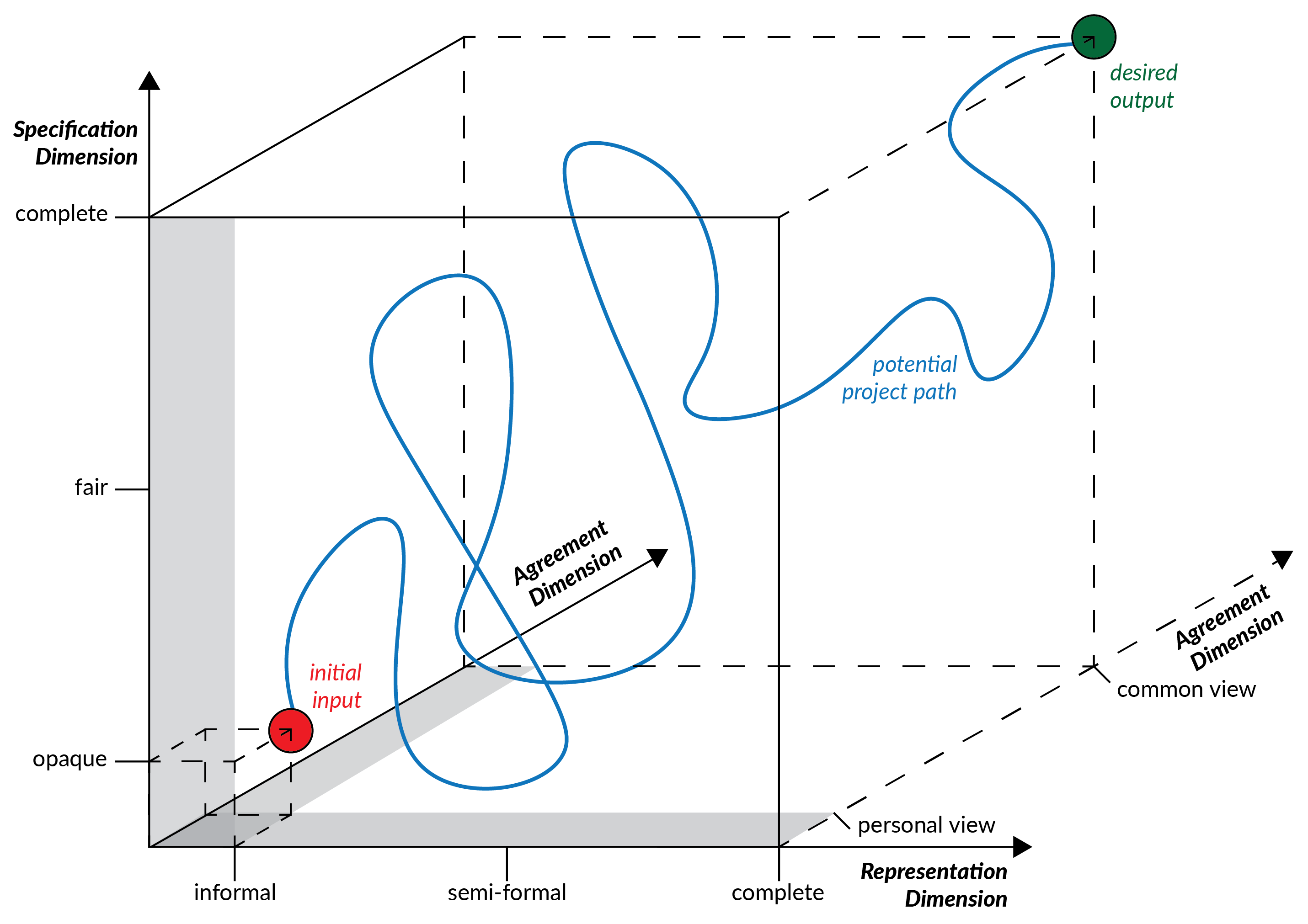
أبعاد هندسة المتطلبات

يعرّف المُتَطَلّب على أنه عبارة عن حاجة فيزيائية أو وظيفية موثقة يجب على منتج أو خدمة ما أن تؤديه أو تحتويه. يستخدم هذا المصطلح عادة في علوم مثل: هندسة الأنظمة وهندسة البرمجيات. ويكون عبارة عن جملة تحدد صفة ما أو ميزة أو إمكانية يجب أن يتمتع بها النظام حتى يصبح ذا قيمة وفائدة للمستخدم.